# X Japan/Diskografie
Diese Diskografie ist eine Übersicht über die musikalischen Werke der japanischen Rockgruppe X Japan. Den Schallplattenauszeichnungen zufolge hat sie bisher mehr als 11,7 Millionen Tonträger verkauft. Ihre erfolgreichste Veröffentlichung ist die Album Jealousy mit über 1,1 Millionen verkauften Einheiten.

## Alben

### Studioalben
| Jahr | Titel            | Höchstplatzierung, Gesamtwochen, AuszeichnungChartsChartplatzierungen (Jahr, Titel, Platzierungen, Wochen, Auszeichnungen, Anmerkungen) | Anmerkungen                                                   |
| Jahr | Titel            | JP | Anmerkungen                                                   |
| ---- | ---------------- | --- | ------------------------------------------------------------- |
| 1988 | Vanishing Vision | — | Erstveröffentlichung: 14. April 1988 Verkäufe JP: + 171.030   |
| 1989 | Blue Blood       | JP6 ×2Doppelplatin · (112 Wo.)JP | Erstveröffentlichung: 21. April 1989 Verkäufe JP: + 712.000   |
| 1991 | Jealousy         | JP1 Diamant · (55 Wo.)JP | Erstveröffentlichung: 1. Juli 1991 Verkäufe JP: + 1.113.000   |
| 1993 | Art of Life      | JP1 Platin · (16 Wo.)JP | Erstveröffentlichung: 25. August 1993 Verkäufe JP: + 600.000  |
| 1996 | Dahlia           | JP1 Platin · (15 Wo.)JP | Erstveröffentlichung: 4. November 1993 Verkäufe JP: + 648.080 |

grau schraffiert: keine Chartdaten aus diesem Jahr verfügbar

### Livealben
| Jahr | Titel                                                | Höchstplatzierung, Gesamtwochen, AuszeichnungChartsChartplatzierungen (Jahr, Titel, Platzierungen, Wochen, Auszeichnungen, Anmerkungen) | Anmerkungen                                                   |
| Jahr | Titel                                                | JP | Anmerkungen                                                   |
| ---- | ---------------------------------------------------- | --- | ------------------------------------------------------------- |
| 1995 | On the Verge of Destruction 1992.1.7 Tokyo Dome Live | JP3 Gold · (8 Wo.)JP | Erstveröffentlichung: 1. Januar 1995 Verkäufe JP: + 335.590   |
| 1997 | Live Live Live Tokyo Dome 1993-1996                  | JP3 Gold · (13 Wo.)JP | Erstveröffentlichung: 15. Oktober 1997 Verkäufe JP: + 283.970 |
| 1997 | Live Live Live Extra                                 | JP13 (3 Wo.)JP | Erstveröffentlichung: 5. November 1997 Verkäufe JP: + 32.310  |
| 1998 | Live in Hokkaido 1995.12.4 Bootleg                   | JP20 (4 Wo.)JP | Erstveröffentlichung: 21. Januar 1998 Verkäufe JP: + 38.940   |
| 1998 | Art of Life Live                                     | JP20 (5 Wo.)JP | Erstveröffentlichung: 18. März 1998 Verkäufe JP: + 41.170     |
| 2001 | The Last Live                                        | JP7 (5 Wo.)JP | Erstveröffentlichung: 30. Mai 2001 Verkäufe JP: + 92.780      |

### Kompilationen
| Jahr | Titel                                     | Höchstplatzierung, Gesamtwochen, AuszeichnungChartsChartplatzierungen (Jahr, Titel, Platzierungen, Wochen, Auszeichnungen, Anmerkungen) | Anmerkungen                                                      |
| Jahr | Titel                                     | JP | Anmerkungen                                                      |
| ---- | ----------------------------------------- | --- | ---------------------------------------------------------------- |
| 1993 | X Singles                                 | JP2 Diamant · (35 Wo.)JP | Erstveröffentlichung: 21. November 1993 Verkäufe JP: + 1.000.000 |
| 1996 | B.O.X ~Best of X~                         | JP5 (5 Wo.)JP | Erstveröffentlichung: 21. März 1996 Verkäufe JP: + 134.510       |
| 1997 | Ballad Collection                         | JP3 Platin · (26 Wo.)JP | Erstveröffentlichung: 19. Dezember 1997 Verkäufe JP: + 566.160   |
| 1997 | X Japan Singles ~Atlantic Years~          | JP14 (10 Wo.)JP | Erstveröffentlichung: 25. Dezember 1997 Verkäufe JP: + 102.450   |
| 1997 | Special Box                               | — | Erstveröffentlichung: 25. Dezember 1997 Verkäufe JP: + 2.800     |
| 1997 | Single Box                                | — | Erstveröffentlichung: 25. Dezember 1997 Verkäufe JP: + 4.650     |
| 1998 | Neomax Gold Disc Version                  | — | Erstveröffentlichung: 24. Oktober 1998                           |
| 1998 | Single System Organizer                   | — | Erstveröffentlichung: 24. Oktober 1998                           |
| 1998 | Gold Disc Monument                        | — | Erstveröffentlichung: 24. Oktober 1998                           |
| 1999 | Star Box                                  | JP4 (6 Wo.)JP | Erstveröffentlichung: 30. Januar 1999 Verkäufe JP: + 122.330     |
| 1999 | Perfect Best                              | JP4 Gold · (7 Wo.)JP | Erstveröffentlichung: 24. Februar 1999 Verkäufe JP: + 256.440    |
| 2001 | Best: Fan’s Selection                     | JP13 (6 Wo.)JP | Erstveröffentlichung: 19. Dezember 2001 Verkäufe JP: + 88.600    |
| 2005 | Complete II                               | — | Erstveröffentlichung: 1. Oktober 2005 Verkäufe JP: + 3.593       |
| 2014 | The World: X Japan Hatsu no Zensekai Best | JP2 Gold · (70 Wo.)JP | Erstveröffentlichung: 17. Juni 2014 Verkäufe JP: + 61.030        |
| 2014 | X Singles                                 | JP86 (17 Wo.)JP | Erstveröffentlichung: 24. September 2014                         |

### Remixalben
| Jahr | Titel    | Höchstplatzierung, Gesamtwochen, AuszeichnungChartsChartplatzierungen (Jahr, Titel, Platzierungen, Wochen, Auszeichnungen, Anmerkungen) | Anmerkungen                                                  |
| Jahr | Titel    | JP | Anmerkungen                                                  |
| ---- | -------- | --- | ------------------------------------------------------------ |
| 2002 | Trance X | JP27 (7 Wo.)JP | Erstveröffentlichung: 4. Dezember 2002 Verkäufe JP: + 27.195 |

### Soundtracks
| Jahr | Titel                                        | Höchstplatzierung, Gesamtwochen, AuszeichnungChartplatzierungen (Jahr, Titel, Platzierungen, Wochen, Auszeichnungen, Anmerkungen) | Höchstplatzierung, Gesamtwochen, AuszeichnungChartplatzierungen (Jahr, Titel, Platzierungen, Wochen, Auszeichnungen, Anmerkungen) | Anmerkungen                                              |
| Jahr | Titel                                        | JP | UK | Anmerkungen                                              |
| ---- | -------------------------------------------- | --- | --- | -------------------------------------------------------- |
| 2017 | We Are X: Original Motion Picture Soundtrack | JP3 (41 Wo.)JP | UK27 (1 Wo.)UK | Erstveröffentlichung: 3. März 2017 Verkäufe JP: + 48.140 |

## Singles
| Jahr | Titel Album                                    | Höchstplatzierung, Gesamtwochen, AuszeichnungChartsChartplatzierungen (Jahr, Titel, Album, Platzierungen, Wochen, Auszeichnungen, Anmerkungen) | Anmerkungen                                                                                      |
| Jahr | Titel Album                                    | JP | Anmerkungen                                                                                      |
| ---- | ---------------------------------------------- | --- | ------------------------------------------------------------------------------------------------ |
| 1985 | I’ll Kill You Vanishing Vision                 | — | Erstveröffentlichung: 1985 Verkäufe JP: + 1.000                                                  |
| 1986 | Orgasm Blue Blood                              | — | Erstveröffentlichung: 1986 Verkäufe JP: + 1.500                                                  |
| 1989 | Kurenai (紅) Blue Blood                        | JP5 Platin + Platin (Digital) · (39 Wo.)JP | Erstveröffentlichung: 1. September 1989 · Verkäufe JP: + 312.580 · + JP: Gold (Mobile Downloads) |
| 1989 | Endless Rain Blue Blood                        | JP3 Platin · (31 Wo.)JP | Erstveröffentlichung: 1. Dezember 1989 Verkäufe JP: + 364.450                                    |
| 1990 | Week End Blue Blood                            | JP2 Platin · (16 Wo.)JP | Erstveröffentlichung: 21. April 1990 Verkäufe JP: + 298.060                                      |
| 1991 | Silent Jealousy Jealousy                       | JP3 Gold · (18 Wo.)JP | Erstveröffentlichung: 1. September 1991 Verkäufe JP: + 284.200                                   |
| 1991 | Standing Sex / Joker Jealousy                  | JP4 Gold · (16 Wo.)JP | Erstveröffentlichung: 30. September 1991 Verkäufe JP: + 261.340                                  |
| 1991 | Say Anything Jealousy                          | JP3 Platin · (25 Wo.)JP | Erstveröffentlichung: 1. Dezember 1991 Verkäufe JP: + 537.790                                    |
| 1993 | Tears Dahlia                                   | JP2 ×2Doppelplatin · (16 Wo.)JP | Erstveröffentlichung: 10. November 1993 Verkäufe JP: + 836.940                                   |
| 1994 | Rusty Nail Dahlia                              | JP1 Platin · (20 Wo.)JP | Erstveröffentlichung: 10. Oktober 1994 Verkäufe JP: + 751.920                                    |
| 1995 | Longing ~Togireta Melody~ Dahlia               | JP1 Platin · (11 Wo.)JP | Erstveröffentlichung: 1. August 1995 Verkäufe JP: + 476.170                                      |
| 1995 | Longing ~Setsubou no yoru~ –                   | JP5 (7 Wo.)JP | Erstveröffentlichung: 11. Dezember 1995 Verkäufe JP: + 171.550                                   |
| 1996 | Dahlia                                         | JP1 Platin · (8 Wo.)JP | Erstveröffentlichung: 26. Februar 1996 Verkäufe JP: + 412.810                                    |
| 1996 | Forever Love Dahlia                            | JP1 Platin · (23 Wo.)JP | Erstveröffentlichung: 8. Juli 1996 Verkäufe JP: + 509.920                                        |
| 1996 | Crucify My Love Dahlia                         | JP2 Gold · (9 Wo.)JP | Erstveröffentlichung: 26. August 1996 Verkäufe JP: + 290.220                                     |
| 1996 | Scars Dahlia                                   | JP15 (9 Wo.)JP | Erstveröffentlichung: 18. November 1996 Verkäufe JP: + 100.350                                   |
| 1997 | Forever Love ~ Last Mix Ballad Collection      | JP13 Gold · (11 Wo.)JP | Erstveröffentlichung: 19. Dezember 1997 Verkäufe JP: + 163.050                                   |
| 1998 | The Last Song Ballad Collection                | JP8 (9 Wo.)JP | Erstveröffentlichung: 18. März 1998 Verkäufe JP: + 91.880                                        |
| 1998 | Forever Love (Gold Version) Gold Disc Monument | — | Erstveröffentlichung: 22. Juli 1998 Verkäufe JP: + 42.960                                        |
| 1998 | Scars (Gold Version) Gold Disc Monument        | — | Erstveröffentlichung: 1998 Verkäufe JP: + 55.440                                                 |
| 1998 | SCARS(98.7) –                                  | JP15 (5 Wo.)JP | Erstveröffentlichung: 22. Juli 1998                                                              |
| 1998 | Forever Love (Re-Release) Dahlia               | — | Erstveröffentlichung: 22. Juli 1998 Verkäufe JP: + 23.500                                        |
| 2008 | I.V. Saw IV Soundtrack                         | — | Erstveröffentlichung: 2008                                                                       |
| 2011 | Jade –                                         | — | Erstveröffentlichung: 2011                                                                       |
| 2015 | Born to be Free –                              | — | Erstveröffentlichung: 2015                                                                       |
| 2023 | Angel –                                        | — | Erstveröffentlichung: 2023                                                                       |

## Videoalben
| Jahr | Titel                                                             | Höchstplatzierung, Gesamtwochen, AuszeichnungChartsChartplatzierungen (Jahr, Titel, Platzierungen, Wochen, Auszeichnungen, Anmerkungen) | Anmerkungen                              |
| Jahr | Titel                                                             | JP | Anmerkungen                              |
| ---- | ----------------------------------------------------------------- | --- | ---------------------------------------- |
| 1987 | Xclamation                                                        | — | Erstveröffentlichung: August 1987        |
| 1989 | Thanx                                                             | JP274 (1 Wo.)JP | Erstveröffentlichung: 16. März 1989      |
| 1989 | Blue Blood Tour – Bakuhatsu Sunzen Gig                            | — | Erstveröffentlichung: 1. Juni 1989       |
| 1989 | Visual Shock Vol. 2 – Shigeki!                                    | — | Erstveröffentlichung: 31. Dezember 1989  |
| 1990 | Visual Shock Vol. 2.5 – Celebration                               | — | Erstveröffentlichung: 1. September 1990  |
| 1991 | Visual Shock Vol. 3 – Shigeki 2 – Yume no nakadakeni ikite        | — | Erstveröffentlichung: 30. September 1991 |
| 1991 | Visual Shock Vol. 3.5 – Say Anything x Ballad Collection          | — | Erstveröffentlichung: 21. Dezember 1991  |
| 1992 | Visual Shock Vol. 4 – Hametsu ni Mukatte 1992.1.7 Tokyo Dome Live | JP190 (2 Wo.)JP | Erstveröffentlichung: 1. November 1992   |
| 1995 | X Clips                                                           | — | Erstveröffentlichung: 1. Januar 1995     |
| 1997 | Dahlia the Video Visual Shock Vol. 5 Part 1                       | JP11 (6 Wo.)JP | Erstveröffentlichung: 1. Januar 1997     |
| 1997 | Dahlia the Video Visual Shock Vol. 5 Part 2                       | — | Erstveröffentlichung: 5. März 1997       |
| 1997 | Dahlia Tour Final 1996                                            | — | Erstveröffentlichung: 29. Oktober 1997   |
| 2001 | X Japan Clips II                                                  | JP12 (4 Wo.)JP | Erstveröffentlichung: 24. Oktober 2001   |
| 2002 | The Last Live Video                                               | JP7 (3 Wo.)JP | Erstveröffentlichung: 29. März 2002      |
| 2002 | Visual Shock Vol. 5 – Dahlia the Video Part 1&2                   | — | Erstveröffentlichung: 4. Dezember 2002   |
| 2003 | Art of Life Live 1993.12.31 Tokyo Dome                            | JP9 (8 Wo.)JP | Erstveröffentlichung: 24. September 2003 |
| 2007 | Aoi Yoru                                                          | JP50 (13 Wo.)JP | Erstveröffentlichung: 25. Juli 2007      |
| 2007 | Shiroi Yoru                                                       | JP49 (16 Wo.)JP | Erstveröffentlichung: 25. Juli 2007      |
| 2007 | Aoi Yoru, Shiroi Yoru Complete Edition                            | JP14 (4 Wo.)JP | Erstveröffentlichung: 25. Juli 2007      |
| 2008 | X Japan Returns 1993.12.30                                        | JP30 (9 Wo.)JP | Erstveröffentlichung: 29. Februar 2008   |
| 2008 | X Japan Returns 1993.12.31                                        | JP43 (8 Wo.)JP | Erstveröffentlichung: 29. Februar 2008   |
| 2008 | X Japan Returns Complete Edition                                  | JP8 (8 Wo.)JP | Erstveröffentlichung: 29. Februar 2008   |
| 2008 | X Visual Shock DVD Box 1989-1992                                  | JP33 (3 Wo.)JP | Erstveröffentlichung: 23. Juli 2008      |
| 2010 | X Japan Showcase in L.A. Premium Prototype                        | — | Erstveröffentlichung: 6. September 2010  |
| 2011 | The Last Live Complete Edition                                    | JP3 (24 Wo.)JP | Erstveröffentlichung: 26. Oktober 2011   |
| 2013 | X Japan Blu-ray Box                                               | — | Erstveröffentlichung: 25. September 2013 |
| 2017 | X Visual Shock Blu-ray Box: 1989-1992                             | — | Erstveröffentlichung: 18. Januar 2017    |
| 2017 | We Are X DVD Standard Edition                                     | JP4 (28 Wo.)JP | Erstveröffentlichung: 13. Dezember 2017  |
| 2017 | We Are X DVD Special Edition                                      | JP3 (16 Wo.)JP | Erstveröffentlichung: 13. Dezember 2017  |

grau schraffiert: keine Chartdaten aus diesem Jahr verfügbar

## Promoveröffentlichungen

### Alben
| Jahr | Titel Musiklabel                                            | Anmerkungen                            |
| ---- | ----------------------------------------------------------- | -------------------------------------- |
| 1996 | X Sampler Sony Music                                        | Erstveröffentlichung: 1996             |
| 2007 | Blue Blood / Jealousy Special Edition Digest Sampler Ki/oon | Erstveröffentlichung: 14. Februar 2007 |

### Lieder
| Jahr | Titel Musiklabel     | Anmerkungen |
| ---- | -------------------- | ----------- |
| 1993 | Art Of Life Atlantic |             |

## Statistik

### Chartauswertung
|                     | JP     | UK    |
| ------------------- | ------ | ----- |
| Nummer-eins-Alben   | JP3JP  | UK—UK |
| Top-10-Alben        | JP14JP | UK—UK |
| Alben in den Charts | JP21JP | UK1UK |

|                       | JP     |
| --------------------- | ------ |
| Nummer-eins-Singles   | JP4JP  |
| Top-10-Singles        | JP14JP |
| Singles in den Charts | JP17JP |

|                          | JP     |
| ------------------------ | ------ |
| Nummer-eins-Videoalben   | JP—JP  |
| Top-10-Videoalben        | JP6JP  |
| Videoalben in den Charts | JP16JP |

### Auszeichnungen für Musikverkäufe
Anmerkung: Auszeichnungen in Ländern aus den Charttabellen bzw. Chartboxen sind in ebendiesen zu finden.
| Land/RegionAuszeichnungen für Musikverkäufe (Land/Region, Auszeichnungen, Verkäufe, Quellen) | Gold     | Platin       | Diamant     | Verkäufe   | Quellen        |
| -------------------------------------------------------------------------------------------- | -------- | ------------ | ----------- | ---------- | -------------- |
| Japan (RIAJ)                                                                                 | 9× Gold9 | 16× Platin16 | 2× Diamant2 | 11.707.672 | riaj.or.jp JP2 |
| Insgesamt                                                                                    | 9× Gold9 | 16× Platin16 | 2× Diamant2 |            |                |